# R2 (silnik)

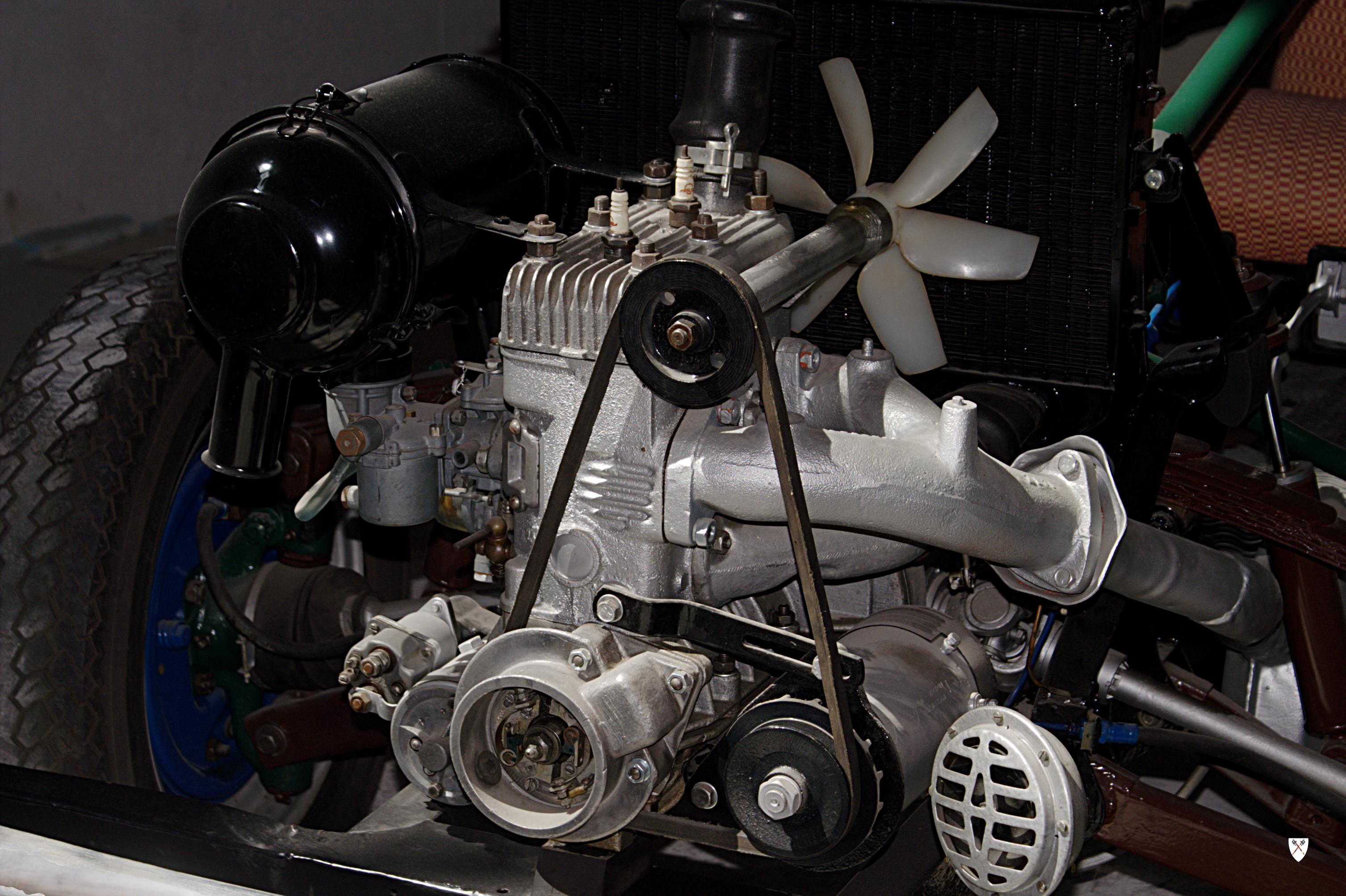
Dwusuwowy silnik samochodu Syrena

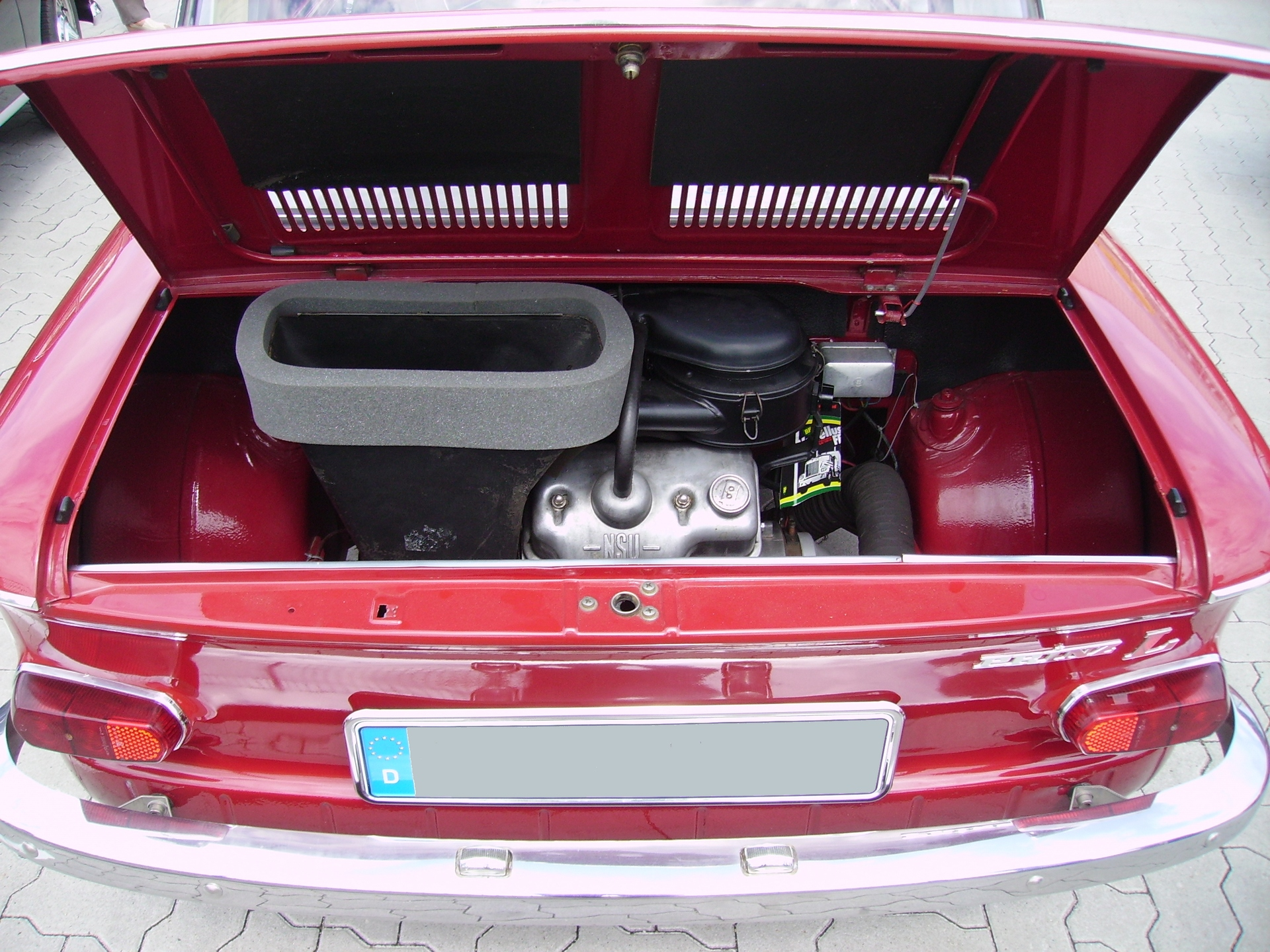
Silnik R2 o pojemności 598 cm^{3} w niemieckim samochodzie NSU Prinz

R2 – oznaczenie rzędowego silnika spalinowego o dwóch cylindrach ułożonych w jednym rzędzie. W przypadku silnika czterosuwowego (gdzie suw pracy występuje co 720°- czyli co dwa obroty wału korbowego) kąt obrotu wału korbowego między cylindrami ustawiony jest jako 360° co oznacza, iż oba tłoki w danym momencie znajdują się w tym samym położeniu i poruszają się w tę samą stronę (w jednym cylindrze jest np. sprężanie, w drugim wydech).  Ten stan rzeczy sprawia, że silniki te nie są wyrównoważone w czasie pracy, zarówno od sił pierwszego jak i drugiego rzędu – mimo stosowania  wałka wyrównoważającego. W dwusuwie często stosowanym rozwiązaniem jest kąt 180° co oznacza, iż tłoki poruszają się w przeciwną stronę i znajdują się w przeciwnym położeniu i taki układ jest zdecydowanie bardziej wyrównoważony.
Układ ten był popularny wśród małych samochodów takich jak: Fiat 500, Fiat Panda 30, Fiat 126 oraz Mitsubishi Minica. Silniki w tym układzie były również stosowane w samochodach Honda N600 i Z600.
Obecnie produkowane są różne modele z silnikiem w tym układzie. Jednym z nich jest Tata Nano indyjskiego koncernu Tata Motors. Samochód jest dostępny na rynku indyjskim od 2008 roku. Kolejny model to Fiat 500 – z tym, że jest to silnik z rozbudowanym systemem doładowania. Znajdziemy go również w montowanej w Polsce Lancia Ypsilon II generacji, gdzie modele z silnikiem dwucylindrowym są droższe i mocniejsze od czterocylindrowych.